# Баскетбольний майданчик

Баскетбольний майданчик, схвалений ФІБА.

Баскетбольний майданчик — це майданчик для гри в баскетбол, яка являє собою прямокутну плоску тверду поверхню без будь-яких перешкод. Для офіційних змагань ФІБА розміри ігрового майданчика повинні бути 28 метрів в довжину і 15 метрів у ширину від внутрішнього краю обмежують ліній. Для всіх інших змагань існуючі ігрові майданчики повинні бути з мінімальними розмірами 28 × 15 метрів.
Висота стелі або відстань до найнижчої перешкоди над ігровим майданчиком повинні бути не менше 7 метрів.
Ігрова поверхня повинна бути рівномірно і достатньо освітлена. Джерела світла повинні перебувати там, де вони не будуть заважати зору гравців.
До кінця 1960-х років офіційні змагання проводилися як на відкритому повітрі, так і в спортивних залах.

### Центральна лінія
Центральна лінія проводиться паралельно лицьовим лініям через середини бічних ліній і повинна виступати на 15 см за кожну бічну лінію.

### Обмежуючі лінії
Лінії, що обмежують довгі сторони майданчика, називаються бічними лініями, а лінії, що обмежують короткі сторони майданчика — лицьовими.

### Триочкова лінія
Зоною триочкових кидків з гри є весь ігровий майданчик, за винятком області біля кошика суперника, яка обмежена триочковою лінією — півколо радіусом 6,75 м (з 1 жовтня 2010 року).

### Лінії штрафного кидка
Лінія штрафного кидка наноситься довжиною 3,60 метрів паралельно кожній лицьовій лінії так, щоб її дальній край розташовувався на відстані 5,80 метрів від внутрішнього краю лицьової лінії, а її середина знаходилася на уявній лінії, що з'єднує середини обох лицьових ліній.